# قلعه قدیمی دهسرخ
قلعه قدیمی دهسرخ مربوط به دوره صفوی است و در شهرستان مشهد، بخش احمدآباد، روستای دهسرخ واقع شده و این اثر در تاریخ ۱۰ دی ۱۳۸۱ با شمارهٔ ثبت ۶۶۶۴ به‌عنوان یکی از آثار ملی ایران به ثبت رسیده است.